# デラカンプ商会
デラカンプ商会（デラカンプしょうかい）は、1887年（明治20年）に成立し1918年（大正7年）に解散した日本の商社。1881年（明治14年）に横浜外国人居留地と神戸外国人居留地に設立されたデラカンプ&マクレガー商会を前身とする。1888年（明治21年）以降は神戸で活動した。

## 概要

### 前史
香港を経て日本へ渡ったドイツ人フーゴー・オットー・デラカンプは、1873年（明治6年）頃に横浜外国人居留地でパオル・ハイネマンとともにパオル・ハイネマン商会を設立した。
ハイネマンは神戸外国人居留地の民間委員にも選出された人物で、後にフーゴーやヒュー・マクレガーらとともに神戸外国人居留地8番地にもパオル・ハイネマン商会を設立した。
フーゴーとマクレガーは1881年（明治14年）に独立し、横浜外国人居留地175・176番地と神戸外国人居留地121番地にデラカンプ&マクレガー商会を設立した。

### 成立
1887年（明治20年）にヒュー・マクレガーがデラカンプ&マクレガー商会の共同経営から撤退し、同商会はフーゴーが経営するデラカンプ商会となった。
ただしフーゴーは1883年（明治16年）から1890年（明治23年）にかけてニューヨークに住所を置き香港・ハンブルクに駐在するなどしていたため、妻の兄でありかつ従兄弟にあたるチャールズ・ランゲ・デラカンプを呼び寄せ、神戸での経営にあたらせた。
1888年（明治21年）にデラカンプ商会は横浜外国人居留地の商店を閉鎖し、神戸外国人居留地でのみ活動するようになった。
デラカンプ商会が手掛けたのは薬品、織物、染め物の輸入、花莚、段通、白蝋の輸出や、日本国外の企業の代理店である。
なお、フーゴーは1891年（明治24年）と翌1892年（明治25年）に神戸で活動した後再び日本国外で活動した。1898年以降はハンブルクに定住し、1880年（明治13年）に自身が同地に設立したデラカンプ商会に勤務した（1919年（大正8年）にハンブルクで死去）。

### 解散
チャールズの下デラカンプ商会の経営は順調で、105・106・120・122・123番地に倉庫をもち、1895年（明治28年）には121番地の社屋をアレクサンダー・ネルソン・ハンセル設計の赤レンガ造りのバロックスタイルの建物に新築した。
チャールズ自身も1897年（明治30年）から1903年（明治36年）までドイツ人社交クラブ・クラブコンコルディアの会長を務めたが、1914年（大正3年）に第一次世界大戦が勃発し日本がドイツに宣戦布告するとデラカンプ商会は商業活動を停止させられ、建物は押収された。押収された財産の7割ほどは終戦後返還されたものの、ドイツ本国が激しいインフレーションに見舞われた影響からデラカンプ商会の経営状態は悪化し、1918年（大正7年）に解散した。
チャールズはこれを境に商業活動から引退し神戸市須磨区で余生を送ったが、第二次世界大戦中の空襲（1945年（昭和20年）6月。神戸大空襲）により住居を失い、同年11月に死去した。
なお、フーゴー・オットー・デラカンプの長男ヘルベルト・デラカンプは1908年（明治41年）から3年間デラカンプ商会に勤務した後、コンラート・ピパーとともに神戸外国人居留地70番地にデラカンプ&ピパー有限会社を設立した。この会社は第一次世界大戦後も所在地を海岸通4丁目、居留地1番地と移しつつ存続したが、1941年（昭和16年）に太平洋戦争勃発により経営が困難となり、その後の記録は残されていない。
終戦後の1947年（昭和22年）、ヘルベルトは日本人とともにDP商会を設立し、朝鮮特需によって大きな利益を上げた。1956年（昭和31年）にヘルベルトはDP商会の経営権を共同経営者に譲ってアメリカ合衆国カリフォルニア州へ移り、1971年（昭和46年）に同地で死去した。

## ドイツのデラカンプ商会
前述のように、フーゴー・オットー・デラカンプは1880年（明治13年）、母国ドイツのハンブルクにデラカンプ商会を設立した。同社は存続しており、1898年以降ハンブルクに定住したフーゴーや、ヘルベルト・デラカンプとともにデラカンプ&ピパー有限会社を設立したコンラート・ピパーの息子が在籍したことがある。